# Davy Jones (Piraci z Karaibów)

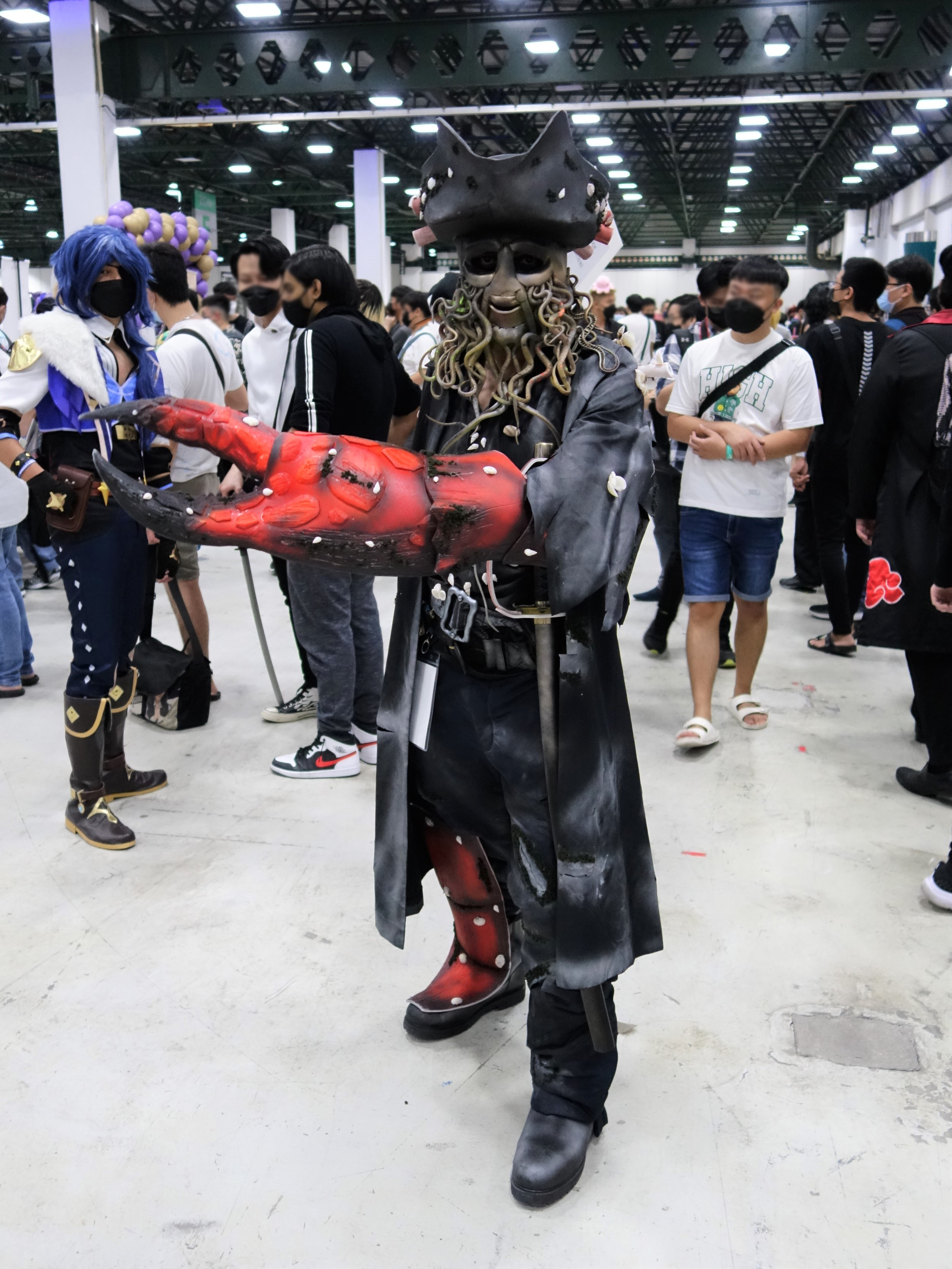
Davy Jones cosplay

Davy Jones – fikcyjna postać, oparta na marynarskich wierzeniach, czarny charakter filmów Piraci z Karaibów: Skrzynia umarlaka i Piraci z Karaibów: Na krańcu świata. Jones jest kapitanem mitycznego statku – Latającego Holendra – odpowiedzialnym za przewożenie umarłych dusz ze świata żywych do świata martwych.
W obu filmach w rolę Davy’ego Jonesa wcielił się brytyjski aktor Bill Nighy.

## Wygląd
Davy Jones jest pół człowiekiem, pół krabem o twarzy pokrytej mackami. Oddycha przez syfon oddechowy wystający z lewego policzka  podobnie jak ośmiornice. Zamiast jednego z palców prawej ręki ma ośmiorniczą mackę, zamiast lewej dłoni posiada krabie szczypce. Mówi z rozpoznawalnym, szkockim akcentem.
W filmie Piraci z Karaibów: Na krańcu świata przez moment powraca do swojej pierwotnej, niezmodyfikowanej postaci za sprawą magii Kalipso. Okazuje się, że przerażające cechy zewnętrzne Jonesa są wynikiem klątwy, którą rzucił na siebie zaprzestając przewożenia dusz umarłych na kraniec świata.
Davy Jones jest okrutny, ponieważ wyciął sobie serce. Kiedyś, zanim stał się kapitanem Latającego Holendra, był zwykłym człowiekiem, który zakochał się w bogini morza Kalipso, zresztą z wzajemnością. Ta orzekła, że mogą być razem tylko jeśli Jones podejmie się zadania przewożenia dusz na drugą stronę jako kapitan Latającego Holendra. Zastrzegła przy tym, że na ląd będzie mógł wyjść tylko raz na dziesięć lat, na jeden dzień, który spędzi ze swoją ukochaną. Ten zgodził się i przez dziesięć lat sumiennie wykonywał swoje obowiązki i gdy wyszedł na ląd, aby spotkać się w umówionym miejscu z Kalipso, ta go zdradziła – nie było jej. Davy Jones wrócił na statek z bólem, który nie pozwalał mu żyć, ale także nie pozwalał umrzeć. Przez osobistą tragedię, jakiej doświadczył, wyciął sobie serce i włożył je do skrzyni, którą zakopał na Isla Cruces. Klucz nosi zawsze przy sobie. Ta udręczona dusza przestała przewozić zmarłych do Luku Davy’ego Jonesa, czyli krainy zmarłych przez co dopełniła się klątwa, która zmieniła wygląd jego, załogi i statku. Z bólu i złości zdradził Pierwszemu Zebraniu Bractwa Piratów jak można uwięzić Kalipso w ludzkim ciele. Wabił tych, którzy lękali się śmierci, aby zaciągnęli się do jego załogi. Miał pod swoją władzą Krakena, straszliwą morską bestię. Potrafił przenikać przez materię i nagle pojawiać się w różnych miejscach. Wspaniale opanował sztukę władania szablą. W drugiej części trylogii zapytał Jacka, czy będzie on potrafił skazać swojego przyjaciela, niewinnego Willa na sto lat ciężkiej służby. A w trzeciej części trylogii przy słuchaniu muzyki z pozytywki uronił łzę, czy w innym miejscu, przy spotkaniu z Kalipso/Tia Dalmą na pokładzie Czarnej Perły odkrywa swoją ludzką naturę, schowaną pod mackami potwora. Przed laty zawarł układ z Jackiem Sparrowem – za trzynaście lat Jack odda mu swoją duszę na sto lat służby, w zamian za co Davy wyciągnie z głębin zatopioną Czarną Perłę. Jones zwabił także Billa „Buciora” Turnera do swojej załogi, gdy ten, spętany Klątwą Czarnej Perły, nie mogąc umrzeć tkwił pod wodą na dnie oceanu przywiązany do działa.
Jedynym sposobem zabicia Davy’ego Jonesa było przebicie jego serca znajdującego się w Skrzyni Umarlaka. Udało się to umierającemu Willowi (Davy przebił go szablą podczas finałowego pojedynku trzeciej części trylogii) z dużą pomocą Jacka. Jones wpadł do wiru utworzonego przez wyzwoloną z ludzkiego ciała boginię Kalipso.